# Saprosites guineensis
Saprosites guineensis är en skalbaggsart som beskrevs av Rudolph Petrovitz 1956. Saprosites guineensis ingår i släktet Saprosites och familjen Aphodiidae. Inga underarter finns listade i Catalogue of Life.